# Vela ai Giochi della XIX Olimpiade
Le regate dei XIX Giochi olimpici, si sono svolte nei giorni dal 14 al 21 ottobre 1968 nella baia di Acapulco.
Come a Tokyo 1964 si sono disputati 5 eventi.

## Classi

Classi per l'Olimpiade 1968

- Finn
- Flying Dutchman
- Star
- Dragon
- 5,5 metri

## Podi
| Evento                     | Oro                                                         | Argento                                                       | Bronzo                                                     |
| Finn (dettagli)            | Valentin Mankin                                             | Hubert Raudaschl                                              | Fabio Albarelli                                            |
| Star (dettagli)            | Stati Uniti Lowell North Peter Barrett                      | Norvegia Peder Lunde Jr. Per Olav Wiken                       | Italia Franco Cavallo Camillo Gargano                      |
| Flying Dutchman (dettagli) | Gran Bretagna Rodney Pattisson Iain MacDonald-Smith         | Germania Ovest Ulli Libor Peter Naumann                       | Brasile Reinaldo Conrad Burkhard Cordes                    |
| Dragone (dettagli)         | Stati Uniti George Friedrichs Barton Jahncke Gerald Schreck | Danimarca Aage Birch Niels Markussen Paul Lindemark Jørgensen | Germania Est Paul Borowski Karl-Heinz Thun Konrad Weichert |
| 5,5 metri (dettagli)       | Svezia Ulf Sundelin Jörgen Sundelin Peter Sundelin          | Svizzera Louis Noverraz Bernard Dunand Marcel Stern           | Gran Bretagna Robin Aisher Adrian Jardine Paul Anderson    |

## Medagliere
| Posizione | Paese            |   |   |   | Totale |
| --------- | ---------------- | - | - | - | ------ |
| 1         | Stati Uniti      | 2 | 0 | 0 | 2      |
| 2         | Gran Bretagna    | 1 | 0 | 1 | 2      |
| 3         | Svezia           | 1 | 0 | 0 | 1      |
| 3         | Unione Sovietica | 1 | 0 | 0 | 1      |
| 5         | Austria          | 0 | 1 | 0 | 1      |
| 5         | Danimarca        | 0 | 1 | 0 | 1      |
| 5         | Germania Ovest   | 0 | 1 | 0 | 1      |
| 5         | Norvegia         | 0 | 1 | 0 | 1      |
| 5         | Svizzera         | 0 | 1 | 0 | 1      |
| 10        | Italia           | 0 | 0 | 2 | 2      |
| 11        | Brasile          | 0 | 0 | 1 | 1      |
| 11        | Germania Est     | 0 | 0 | 1 | 1      |
| Totale    | Totale           | 5 | 5 | 5 | 15     |